# Мишигаме (Мичиген)
Мишигаме (енгл. Michigamme) насељено је место без административног статуса у америчкој савезној држави Мичиген.

## Демографија
По попису из 2010. године број становника је 271, што је 16 (-5,6%) становника мање него 2000. године.
|                   | 2010.        | 2000.        |
| Укупно            | 271 (100,0%) | 287 (100,0%) |
| Белци             | 263 (97,05%) | 285 (99,30%) |
| Остали            | 8 (2,952%)   | 2 (0,697%)   |
| Афроамериканци    | 0 (0,000%)   | 0 (0,000%)   |
| Азијати           | 0 (0,000%)   | 0 (0,000%)   |
| Хиспаноамериканци | 0 (0,000%)   | 0 (0,000%)   |